# Port lotniczy Annai
Port lotniczy Annai (IATA: NAI, ICAO: SYAN) – port lotniczy zlokalizowany w mieście Annai, w Gujanie.